# U-381
U-381 — средняя немецкая подводная лодка типа VIIC времён Второй мировой войны.

## История
Заказ на постройку субмарины был отдан 16 октября 1939 года. Лодка была заложена 26 апреля 1941 года на верфи Ховальдсверке, Киль, под строительным номером 12, спущена на воду 14 января 1942 года, вошла в строй 25 февраля 1942 года под командованием оберлейтенанта Вильгельма-Генриха графа фон Пёклер унд Лимбурга.

### Флотилии
- 25 февраля — 30 сентября 1942 года — 5-я флотилия (учебная)
- 1 октября 1942 — 21 мая 1943 года — 7-я флотилия

### История службы
Лодка совершила 3 боевых похода, успехов не достигла. Пропала без вести к югу от Гренландии 21 мая 1943 года. Причина гибели неизвестна. 47 погибших (весь экипаж).
В последний раз радиограмма с U-381 поступила 9 мая из района 51°30′ с. ш. 36°00′ з. д..
До 1992 года историки считали, что лодка была потоплена 19 мая 1943 года в Северной Атлантике к юго-востоку от мыса Фарвель, Гренландия, в районе с координатами 54°41′ с. ш. 34°45′ з. д. глубинными бомбами с британского эсминца HMS Duncan и британского корвета HMS Snowflake. На самом деле, ими были атакованы U-304 и U-636, получившие незначительные повреждения.

### Волчьи стаи
U-381 входила в состав следующих «волчьих стай»:
- Veilchen 24 октября- 6 ноября 1942
- Meise 20 — 27 апреля 1943
- Star 28 апреля — 4 мая 1943
- Fink 4 — 6 мая 1943

### Атаки на лодку
- 14 февраля 1943 года в районе с координатами 39°27′ с. ш. 11°34′ з. д.HGЯO U-381 была атакована британским самолётом типа «Каталина», избежав повреждений. До 1988 года считалось, что в результате этой атаки погибла U-620.